# Kyaukse
Kyaukse (birmano:ကျောက်ဆည်) è una città della Birmania situata nell'omonimo distretto, nella regione di Mandalay. 

## Storia e geografia
Kyaukse è situata lungo i fiumi Panlaung e Zawgyi con cui si è costruito un territorio ben irrigato e le colture crescevano tanto bene da essere soprannominato il granaio del regno durante la dominazione Pagan, e ancora oggi è un grande produttore di curcuma, mango e cipolle.
Dal 1824 al 1948 Kyaukse e tutta la Birmania furono sotto il controllo britannico e come al giorno d'oggi la città ara a capo di un distretto nella divisione di Mandalay.

## Pagoda di Shwethalyaung

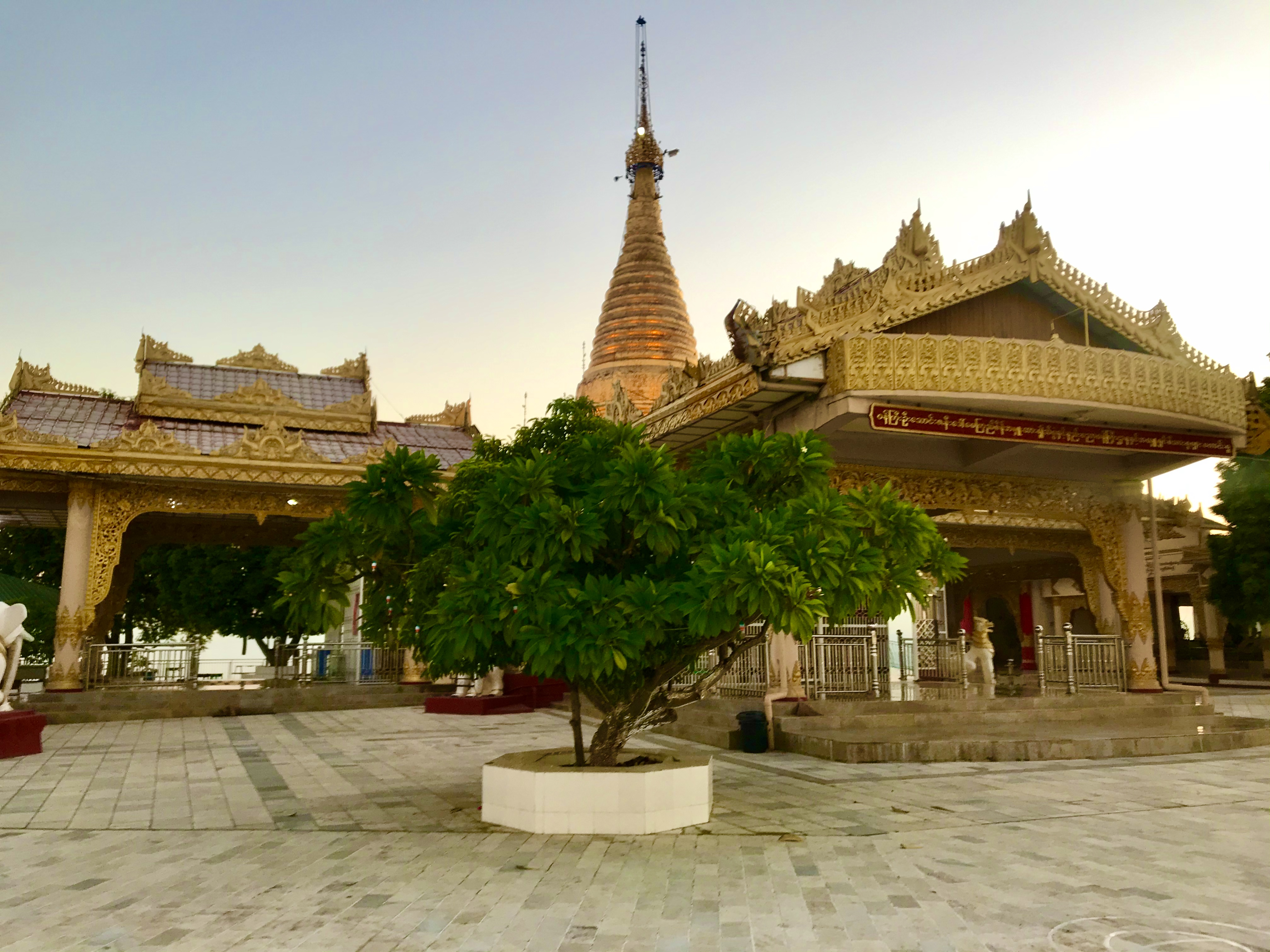
Pagoda di Shwethalyaung

Ci sono diverse pagode a Kyaukse la più famosa è sicuramente la Pagoda di Shwethalyaung, collocata nell'omonima collina alta 275 metri, a est della città. La pagoda è stata costruita per volontà del re Anawrahta, sovrano di Pagan, nella seconda metà del XI secolo. Secondo la leggenda il re, ritornato dalla Cina con reliquie del Buddha, decise di costruire pagode per ospitarle. Nel caso di quella di Shwethalyaung, il re legò al suo elefante il dente del Buddha e gli disse di scegliere un posto dove costruire, e questo si fermò sopra la collina.
Esistono alte pagode come quella di "Maha Shwe Thein Daw", "Laymyethna", "Shwemuhtaw" e altre.